# Escobaria cubensis
Escobaria cubensis är en kaktusväxtart som först beskrevs av Nathaniel Lord Britton och Joseph Nelson Rose, och fick sitt nu gällande namn av David Richard Hunt. Escobaria cubensis ingår i släktet Escobaria och familjen kaktusväxter. Inga underarter finns listade i Catalogue of Life.

## Bildgalleri

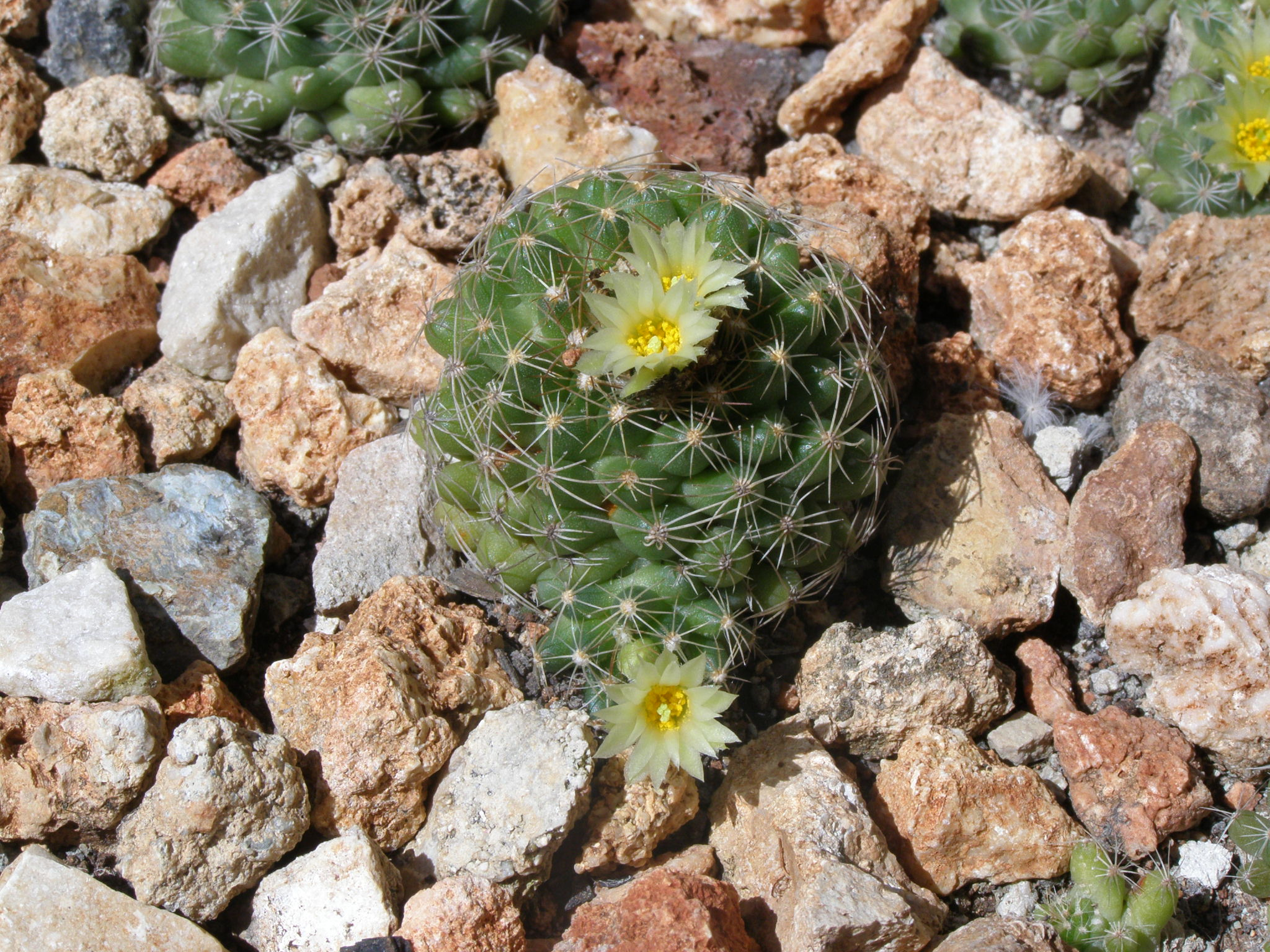